# Ctenoplectra armata
Ctenoplectra armata is een vliesvleugelig insect uit de familie bijen en hommels (Apidae). De wetenschappelijke naam van de soort is voor het eerst geldig gepubliceerd in 1895 door Magretti.
De diersoort komt voor in Zimbabwe.